# Festival dalmatinskih klapa – Omiš 1980.
Festival dalmatinskih klapa Omiš 1980. bila je glazbena manifestacija klapskog pjevanja u Omišu u Hrvatskoj. Festival se održao tijekom 6 večeri u periodu od 12. do 26. srpnja 1980. godine.
Poredak nakon večeri:

## Vanjske poveznice
- Službene stranice